# Глушник
Глушник е село в Югоизточна България. То се намира в община Сливен, област Сливен на 15 км. източно от града.

## География
Село Глушник се намира в полите на Гребенец планина, южно от природния парк „Сините камъни“ и на 15 км източно от гр. Сливен.

## История
За първи път селото се споменава под името Гюлюшник в османски писмени източници от 1430 година, т.е. малко след падането под турско иго, от което може да се съди, че е българско селище от Втората българска държава, което турците администрират.
В селото има свидетелства за древно тракийско селище и в по-късния период е възможно на това място да се е намирал средновековният град Авли, който арабският пътешественик Ал-Идриси описва в 1153 г. Затова говорят частите от керамични съдове, намерени при изкопаването на кладенец в двор в селото на дълбочина от около 15 м. Това показва голямата вероятност градът да е засипан на дълбоко именно под селото, но проучвания в тази посока все още не са провеждани.

## Редовни събития –
- Трифон Зарезан. Селото е прочуто с лозаро-винарския си поминък и е с най-големите по площ лозови масиви в областта. Традиционно на 14 февруари бива отбелязан празника на лозарите и винарите „Трифон Зарезан“.[2]
- Кукеровден[3] Всяка година, във втората събота на месец Февруари, в селото се провежда традиционния кукеров ден. Празникът започва в началото на деня и завършва преди залез. Характерното за него е, че участват млади мъже и момчета от селото, наричани кукери. Маскирани са с ръчно изработени маски-гугли, тялото е покрито с типичния за с. Глушник губер в червено-бяла украса, на кръста с хлопки, в ръцете си държат дървен прът на края, на който стои закачена животинска кожа. Кукерите са предвождани от младоженец на кукерската група, облечен в мъжка народна носия и булка – мъж, облечен също в народна носия. Символ на религията, макар празника да е езически, е персонажа на мъж, облечен в расо т.нар. поп /диал./ който „ръси" хората за здраве. Броят на кукерската група варира между 35 и 50 души, съпровождани от музиканти с гайда и тъпан, мечкадарска двойка, мними полицай и доктор. Групата обикаля къщите в селото, като със силния звук на своите хлопки, кукерите прогонват злото. Стопаните от своя страна черпят групата за здраве и плодородие. Булката и младоженеца изпълняват във всяка къща, в която има мъж, обредно обръсване на стопанина, а попа ръси със светена вода за здраве. Празникът завършва на центъра на селото, в края на деня, където са се събрали жители и гости на селото. Булката, младоженецът и попът наричат за здраве и плодородие публиката. Кукерската група на село Глушник е известна с многобройните си участия в различни събори на регионално и национално ниво/Кукерландия в гр.Ямбол, Кукове гр.Раковски, Националния фолклорен събор в гр.Копривщица и др.
- Коледуване – В навечерието на Коледа в селото се провежда обичаят коледуване. В миналото и по стар обичай коледуването започва от "Игнажден" /21.12/когато са започнали родилните мъки на Божията майка. Коледарска група "куда" /диал./ обикаля домовете и разнася благата вест за Рождество Христово за времето от полунощ до изгрев. Коледарската група е съставена само от мъже, млади и възрастни, изпълняващи коледарски песни и богословки, характерни за селото по автентични текстове предавани през поколенията. Предвождана е от станеник, най-възрастния в групата. Всички песни са свързани с послания за празника и наричания за здраве и берекет в името на Рождество Христово. Коледарската група, подобно на кукерската, също има множество участия в събори, за които винаги е отличавана.

## Известни факти
- Името на селото се появява в книгите на Панайот Хитов, тъй като самият той често събирал четата си под черницата в двора на Паскал войвода, негов съратник и довереник, изпращан по важни задачи до различни части на Османската империя. Синът му Петър Паскалев, единствен от селата в Сливенско, участва в четата на Христо Ботев.[4]
- През 1912 г. мъже от селото вземат участие в Балканската война.[5]
- През 2012 г. дървета от двор в селото взеха участие в националния конкурс „Дърво с корен“, организиран от фондация „Екообщност“[6] и спечелиха първо място. През 2013 г. същите дърветата представиха България на международно ниво в конкурса „Европейско дърво на годината 2013“ /шесто място/.
- Източно от селото се намира скално светилище „Халката“ умален вариант на това в гр.Сливен. Халката